# Better Mistakes
 (juin 2025).
 (mai 2024).
La mise en forme du texte ne suit pas les recommandations de Wikipédia : il faut le « wikifier ».
Les points d'amélioration suivants sont les cas les plus fréquents. Le détail des points à revoir est peut-être précisé sur la page de discussion.
- Les titres sont pré-formatés par le logiciel. Ils ne sont ni en capitales, ni en gras.
- Le texte ne doit pas être écrit en capitales (les noms de famille non plus), ni en gras, ni en italique, ni en « petit »…
- Le gras n'est utilisé que pour surligner le titre de l'article dans l'introduction, une seule fois.
- L'italique est rarement utilisé : mots en langue étrangère, titres d'œuvres, noms de bateaux, etc.
- Les citations ne sont pas en italique mais en corps de texte normal. Elles sont entourées par des guillemets français : « et ».
- Les listes à puces sont à éviter, des paragraphes rédigés étant largement préférés. Les tableaux sont à réserver à la présentation de données structurées (résultats, etc.).
- Les appels de note de bas de page (petits chiffres en exposant, introduits par l'outil «  Source ») sont à placer entre la fin de phrase et le point final[comme ça].
- Les liens internes (vers d'autres articles de Wikipédia) sont à choisir avec parcimonie. Créez des liens vers des articles approfondissant le sujet. Les termes génériques sans rapport avec le sujet sont à éviter, ainsi que les répétitions de liens vers un même terme.
- Les liens externes sont à placer uniquement dans une section « Liens externes », à la fin de l'article. Ces liens sont à choisir avec parcimonie suivant les règles définies. Si un lien sert de source à l'article, son insertion dans le texte est à faire par les notes de bas de page.
- La présentation des références doit suivre les conventions bibliographiques. Il est recommandé d'utiliser les modèles {{Ouvrage}}, {{Chapitre}}, {{Article}}, {{Lien web}} et/ou {{Bibliographie}}. Le mode d'édition visuel peut mettre en forme automatiquement les références.
- Insérer une infobox (cadre d'informations à droite) n'est pas obligatoire pour parachever la mise en page.

Pour une aide détaillée, merci de consulter Aide:Wikification.
Si vous pensez que ces points ont été résolus, vous pouvez retirer ce bandeau et améliorer la mise en forme d'un autre article.
Better Mistakes est le deuxième album studio de la chanteuse américaine Bebe Rexha, sorti le 7 mai 2021 chez Warner Records. Il sert de suite à son premier album studio, Expectations (2018) et contient des films invités de Travis Barker, Ty Dolla Sign, Trevor Daniel, Lil Uzi Vert, Doja Cat, Pink Sweats, Lunay et Rick Ross. L'album a été précédé par les singles « Bébé, I'm Jealous », « Sacrifice », et « Sabotage ».

## Historique
Bebe a travaillé sur l'album et l'a terminé avant la pandémie de COVID, la plupart des enregistrements ayant lieu à l'été et à l'automne 2019. Rexha annonce le titre de l'album parent en tant que Better Mistakes, ainsi que son œuvre d'art et sa date de sortie (7 mai 2021), le 14 avril 2021, avec l'annonce du troisième single, Sabotage. Le 15 avril, elle révèle la liste des titres de ses médias sociaux. L'album est disponible en pré-commande le 16 avril, concédant avec la sortie de Sabotage.

## Composition
Rexha décrit l'album comme un album avec « beaucoup de hip-hop ». Elle a ajouté que ce n'est pas de la musique de danse, mais que vous pouvez y faire des références à la piste d'ouverture, Break My Heart Myself, qui met en vedette Travis Barker, fait référence à la façon dont Rexha vit avec le trouble bipolaire.

## Singles
Le 5 octobre 2020, Bebe Rexha a annoncé que le premier single intitulé Baby, I'm Jealous ", avec Doja Cat, serait publié le 9 octobre.Billboard Hot 100 Le 14 avril, Rexha annonce le troisième single, Sacrifice, le 4 mars 2021. Le 14 avril, Rexha annonce le troisième single, Sabotage, sera publié le 16 avril, avec la pré-commande de l'album. Le 28 avril, Rexha annonce la chanson Die for a Man, avec le rappeur américain Lil Uzi Vert, sortira en tant que single promotionnel de l'album le 30 avril. Plus tard, elle a donné un extrait de la chanson un jour avant la sortie du single.
Un remix de Break My Heart Myself, avec Yeji et Ryujin du groupe de filles de K-pop Itzy, est publié en tant que single le 29 juillet 2022, à la suite d'une interprétation virale de la chanson originale de Yeji et Ryujin en juin.

## Réception critique
Robin Murray de Clash a qualifié l'album de « bulldozer 30 minutes pop experience » qui « afertillement Bebe Rexha espace pour amplifier sa puissance tout en exposant ses insécurités », la résumant davantage comme « 13 chansons qui frappent leurs vérités et se dissipent ensuite »

## Performance commerciale
Better Mistakes a fait ses débuts au numéro 140 du Billboard 200 des États-Unis, devenant le plus bas de l'album de Rexha dans le classement. Au Canada, l'album débute à la 57e place du Billboard Canadian Albums.

## Liste des pistes
| Non.             | Titre                                                | Auteur(s) | Producteur(s)                       | Longueur |
| ---------------- | ---------------------------------------------------- | --- | ----------------------------------- | -------- |
| 1.               | Break My Heart Myself (avec Travis Barker)           | - Bleta Rexha - Justin Tranter - Jussi Karvinen - Travis Barker                                                            | - Jussifer - Mike Elizondo - Barker | 2:31     |
| 2.               | « Sabotage »                                         | - Rexha - Michael Tighe - Jon Hume - Michael Matosic - Greg Kurstin                                                        | Kurstin                             | 2:56     |
| 3.               | "Trust Fall"                                         | - Rexha - Madison Love - Sorana P'curar - Latelle Blake                                                                    | - Lateau - Nick Mira - Sam Wish     | 2:30     |
| 4.               | "Better Mistakes"                                    | - Rexha - Traoqueur - Lisa Scinta - Peter Rycroft - Richard Conseil d'administration - Pablo Bowman                        | - Pertboy - Les six                 | 2:15     |
| 5.               | " Sacrifice "                                        | - Rexha - Bowman - Rycroft - Matthieu Brûleurs                                                                             | Brûlures                            | 2:40     |
| 6.               | "My Dear Love" (avec Ty Dolla Sign et Trevor Daniel) | - Rexha - Tyrone Griffin - Trevor Neill - Tranique - Brian Lee - Andrew Bolooki                                            | - Lee - Bolooki                     | 2:52     |
| 7.               | "Die For A Men" (avec Lil Uzi Vert)                  | - Rexha - Symere Woods - Michelle Buzz - Nick Mira - Jason Gill                                                            | - Mira - Gill                       | 2:47     |
| 8.               | " Baby, I'm Jealous" (avec Doja Cat)                 | - Rexha - Amala Dlamini - Bowman - Traoqueur - Karvinen - Gill                                                             | - Jussifer - Gill                   | 2:55     |
| 9.               | "On the Go" (avec des sueurs roses et des lunay)     | - Rexha - David Bowden - Michael Keenan - Jefnier Osorio Moreno                                                            | Keenan                              | 2:59     |
| 10.              | "Death Row"                                          | - Rexha - Traleur - Conseil d'administration - Bowman                                                                      | Les six                             | 3:05     |
| 11.              | "Empty"                                              | - Rexha - Traleur - Karvinen - Conseil d'administration - Bowman                                                           | - Jussifer - Les six                | 2:28     |
| 12.              | "Amore" (avec Rick Ross)                             | - Rexha - Michael Pollack - William Roberts - Nate Cyphert - Alex Schwartz - Joe Khajadourian - Harry Warren - Jack Brooks | Les fururistes                      | 2:54     |
| 13.              | "Mama"                                               | - Rexha - Traleur - Karvinen - Lee - Alexander Dexter-Jones - Freddie Mercury                                              | - Jussifer - Lee                    | 3:08     |
| Longueur totale: | Longueur totale:                                     | Longueur totale: | Longueur totale:                    | 36:00    |

Notes
- Amore contient une interpolation de la chanson de 1953 That's Amore, écrite par Harry Warren et Jack Brooks.
- Mama contient une interpolation de la chanson Bohemian Rhapsody de 1975, du groupe Queen.

## Personnel
Musiciens
- Bebe Rexha – Vocals principaux
- Travis Barker – fûts (1)
- Peter Rycroft – basse, batterie, guitare, programmation de synthétiseur (4)
- David Straf – programmation de la batterie (4), guitare (4, 11), chiffons, tambours, synthétiseur (10, 11); guitare acoustique, guitare électrique, percussions, programmation, violon (10)
- Richard Boardman – programmation de tambour, synthétiseur (4, 11); claviers (10)
- Burns – tous les instruments (5)
- Pablo Bowman – chœur (5), guitare (10)

Technique
- Colin Leonard – maître
- Jaycen Joshua – mélangeur (1, 2, 6–9, 12, 13)
- Génie zerban Ghenea – mélangeur (3)
- Tom Norris – mélangeur (5)
- Mitch McCarthy – mélangeur (10)
- Greg Kurstin – ingénieur du disque (2)
- Alex Pasco – ingénieur du durein (2)
- Julian Burg – ingénieur du registre (2)
- Burns – ingénieur du registre (5)
- Devon Corey – ingénieur vocabulaire (2)
- Jon Hume – ingénieur vocabulaire (2)

## Graphiques - Historique - la publication
| Albums canadiens (Billboard)                 | 57               |                                        |           |      |
| Téléchargements de l'album britannique (OCC) | 22               |                                        |           |      |
| Billboard 200 des                            | 140              |                                        |           |      |
| Région                                       | Date             | Format                                 | Étiquette | Réf. |
| Divers                                       | 7 mai 2021       | - Téléchargement numérique - streaming | Warner    |      |
| Divers                                       | 2 juillet 2021   | CD                                     | Warner    |      |
| Divers                                       | 31 décembre 2021 | LP                                     | Warner    |      |

## Crédit de traduction
- (en) Cet article est partiellement ou en totalité issu de l’article de Wikipédia en anglais intitulé « Better Mistakes » (voir la liste des auteurs).